# Antonis Diamantidis
Antonis Diamantidis (Costantinopoli, 1892 – Atene, 1945) è stato un musicista, cantante e compositore greco grande maestro della musica rebetiko.

## Biografia
Nato nel 1892 a Costantinopoli, città che solo dopo la dissoluzione dell'impero ottomano è stata rinominata Istanbul, Antonis Diamantidis (in greco: Αντώνης Διαμαντίδης) iniziò a suonare chitarra e oud fin dall'infanzia iniziando ad esibirsi professionalmente nel 1910 sia come musicista che cantante.
A causa del suo virtuosismo vocale che gli permetteva di emettere vibranti e commoventi vocalizzi tipici delle sonorità orientali, i suoi ammiratori gli attribuirono il soprannome di Dalgas ("Νταλγκάς"), che in greco significa "passione", mentre in turco significa "onde" e con questo nome d'arte è stato in seguito maggiormente conosciuto nella sua carriera nel mondo dello spettacolo.
Nel 1919 sposò una sua concittadina appartenente alla locale comunità greca dalla quale ebbe una figlia, Anna.
Dal 1920 al 1922 si imbarcò come musicante a bordo del transatlantico "Vasileus Alexandros" come membro dell'orchestra organizzata dall'armatore
per intrattenere gli emigranti greci diretti in America, durante le lunghe e noiose traversate oceaniche.
Fu proprio durante uno di questi viaggi che Dalgas apprese la notizia degli eventi relativi alla Catastrofe dell'Asia Minore, quando nel 1922 migliaia di cristiani perirono a Smirne uccisi dalle milizie nazionaliste turche.
Decise così di stabilirsi definitivamente con la famiglia al Pireo, nella Grecia continentale, e successivamente a Petralona.
Qui, continua a lavorare come cantante e musicista esibendosi in vari locali nell'ambiente della musica smyrneika, rebetika e laikì.
All'epoca hanno collaborato con lui i musicisti Kostas Karipis, Spyros Peristeris, Dimitris Semsis, Kostas Tzovenos e altri.
Contemporaneamente iniziò una collaborazione con la casa discografica His Master's Voice componendo canzoni proprie e incidendo oltre 400 titoli nel periodo tra il 1926 e il 1933 distinguendosi, assieme ai cantanti Kostas Nouros e Vangelis Sofroniou, tra i migliori interpreti del genere smyrneiko.
Dopo il 1933 interrompe l'attività discografica preferendo le esibizioni in concerti dal vivo in locali molto esclusivi e concentrandosi in un genere più leggero di canzoni melodiche e popolari, più gradite al pubblico occidentale.
In questo periodo viene affiancato dal partner musicale Markos Philandros che finirà per sposare sua figlia Anna.
Tra il 1937 e il 1939 continua qualche occasionale collaborazione con l'industria discografica come compositore proponendo un repertorio di musica leggera, continuando comunque anche le esibizioni dal vivo fino al 1941.
Con l'arrivo della parte più dura e difficile della seconda guerra mondiale, Antonis Diamantidis cadde in una profonda depressione che lo portò nel 1945 ad una morte prematura in circostanze mai completamente chiarite.